# 1 augustus
1 augustus is de 213de dag van het jaar (214de in een schrikkeljaar) in de gregoriaanse kalender. Hierna volgen nog 152 dagen tot het einde van het jaar.

## Gebeurtenissen
- Algemeen
  - 1674 - De zomerstorm van 1674 teistert de stad Utrecht; het schip van de Domkerk stort in waardoor de toren compleet los komt te staan van het koor. Ook de Pieterskerk heeft grote schade.
  - 1855 - Eerste beklimming van de Monte Rosa, de op een na hoogste top in de Alpen.
  - 1907 - Robert Baden-Powell richt de padvinderij op.
  - 1941 - Hillegersberg, Overschie en Schiebroek worden bij de gemeente Rotterdam gevoegd.
  - 1944 - Anne Frank schrijft voor het laatst in haar dagboek.
  - 1963 - De meeste Duitse gebieden die in 1949 Nederlands waren geworden gingen weer bij Duitsland horen.
  - 2002 - Start van het project Voor- en vroegschoolse educatie om onderwijsachterstanden aan het begin van de basisschool te verminderen.

- Bouwkunst en architectuur
  - 1936 - Het voormalige paleis van koning Willem II in Tilburg, wordt nadat het ruim 70 jaar als Rijks-HBS is gebruikt, na een grondige renovatie, door burgemeester Frans Vonk de Both in gebruik genomen als het stadhuis van Tilburg, en wordt bekend als het Paleis-Raadhuis.
  - 2010 - In Brasilia breidt de Werelderfgoedcommissie tijdens haar 34e vergadering de UNESCO-Werelderfgoedlijst uit met onder meer de Amsterdamse grachtengordel.

- Criminaliteit en veiligheid
  - 1966 - Een 25-jarige man vermoordde 17 mensen in schietpartij in Austin, Texas, Verenigde Staten. De man werd later gedood door twee politieagenten.
  - 1990 - Na een korte gijzelingsactie van vijf dagen geven extremistische moslimrebellen in Port of Spain, de hoofdstad van Trinidad en Tobago, zich over. Veertig mensen, waaronder verscheidene ministers, komen vrij.
  - 2002 - De stoffelijke resten van Marion en Romy van Buuren, die vijf jaar vermist waren, worden gevonden in de duinen van Egmond en Bergen.
  - 2023 - In de Verenigde Staten dient speciaal aanklager Jack Smith een federale aanklacht in tegen ex-president Donald Trump voor zijn rol bij de mogelijke poging tot het beïnvloeden van de uitslag van de presidentsverkiezingen in 2020 en de bestorming van het Amerikaanse Capitool in 2021.[1]

- Economie
  - 1866 - België tekent als negende Westerse land een Vriendschaps- en handelsverdrag met het Japanse shogunaat.

- Infrastructuur
  - 1900 - SCH 282 Dina Elisabeth zinkt, 9 doden.
  - 1915 - De spoorlijn Uithoorn - Alphen aan den Rijn wordt geopend.
  - 2007 - In Minneapolis stort tijdens de avondspits, de veertig jaar oude I-35W Mississippi River Bridge over de Mississippi in.

- Media
  - 1972 - André Spoor treedt op als enige hoofdredacteur van de nieuwe fusiekrant NRC Handelsblad.
  - 1981 - Om 00.01 uur start in de Verenigde Staten de eerste uitzending van muziekzender MTV. De eerste videoclip die wordt uitgezonden is Video Killed the Radio Star van (The) Buggles.[2]
  - 1987 - In Nederland gaat MTV Europe van start. De eerste videoclip die wordt uitgezonden is Money for Nothing van Dire Straits.[2]
  - 2015 - De 1750ste aflevering van het wekelijkse radioprogramma Nieuwsshow werd uitgezonden.

- Oorlog
  - 69 - Bataafse Opstand: De Bataven in Germania Inferior komen onder leiding van Julius Civilis in opstand tegen de Romeinen.
  - 1578 - In het bredere kader van de Tachtigjarige Oorlog vindt te Rijmenam een gewapend treffen plaats tussen Spaanse troepen en een Staats leger o.l.v. Maximiliaan van Bossu. De Spanjaarden delven het onderspit.
  - 1664 - Het Ottomaanse Rijk wordt in de Slag bij Szentgotthárd verslagen door het Habsburgse leger, een gebeurtenis die zal resulteren in de Vrede van Vasvár.
  - 1798 - Slag bij de Nijl waarbij de Britse vloot onder Horatio Nelson de Fransen verslaat.
  - 1914 - Duitsland, als verdragsgenoot van Oostenrijk-Hongarije, verklaart Rusland de oorlog en valt Luxemburg binnen.
  - 1944 - In Warschau, Polen breekt de Opstand van Warschau uit tegen de Duitse bezetters.
  - 1990 - De verzoeningsgesprekken tussen Irak en Koeweit in de Saoedische stad Djedda worden zonder resultaat beëindigd.
  - 2010 - De Nederlandse soldaten van de operatie Task Force Uruzgan beginnen met hun terugtrekking uit de Afghaanse provincie Uruzgan.
  - 2012 - Tijdens de burgeroorlog in Syrië hebben Syrische regeringstroepen bij een operatie in het district Jdaidet Artuz 43 jongeren gemarteld en gedood.
  - 2016 - Taliban-strijders vallen een hotel aan in de Afghaanse hoofdstad Kabul.

- Politiek
  - 527 - Justinianus I volgt zijn oom Justinus I op als keizer van het Byzantijnse Rijk.
  - 608 - Wijding van een zuil met standbeeld op het Forum Romanum aan keizer Phocas.
  - 1876 - Colorado wordt de 38e staat van de Verenigde Staten.[3]
  - 1920 - Frankrijk roept het mandaatgebied Libanon uit.
  - 1960 - De Republiek Dahomey wordt onafhankelijk van Frankrijk.
  - 1990 - In Bulgarije wordt Zjeljoe Zjelev (55), de voorzitter van de oppositiepartij Unie van Democratische Krachten, verkozen tot president.
  - 2000 - Moshe Katsav wordt de nieuwe president van Israël.
  - 2005 - Abdoellah bin Abdoel Aziz al-Saoed wordt koning van Saoedi-Arabië.
  - 2006 - Fidel Castro draagt tijdelijk zijn macht over Cuba over aan broer Raúl.
  - 2009 - De Deen Anders Fogh Rasmussen begint zijn termijn als twaalfde secretaris-generaal van de NAVO.
  - 2016 - De Venezolaanse oppositie krijgt van de Nationale Kiesraad groen licht voor het organiseren van een referendum tegen president Nicolás Maduro.
  - 2024 - De grootste gevangenenruil tussen Rusland en westerse landen sinds het einde van de Koude Oorlog vindt plaats op de luchthaven Ankara Esenboga in Turkije. Rusland en Wit-Rusland laten zestien gevangenen vrij, terwijl de Verenigde Staten, Duitsland, Polen, Slovenië en Noorwegen gezamenlijk acht gevangenen en twee minderjarigen vrijlaten.[4]

- Recreatie
  - 1844 - De Zoologischer Garten Berlin, de eerste Duitse dierentuin, wordt geopend.
- Religie
  - Concilie van Arles: Constantijn I roept een concilie bijeen van Westelijke kerkleiders, voorgezeten door de bisschoppen van Arles en Syracuse. Het donatisme, voorstanders van de scheiding tussen kerk en staat, wordt veroordeeld.

- Sport
  - 1919 - Oprichting van de Nederlandse voetbalclub De Treffers uit Groesbeek.
  - 1936 - Opening van de Olympische Spelen in Berlijn.
  - 1940 - Oprichting van de Spaanse voetbalclub Albacete Balompié.
  - 1946 - Oprichting van de Italiaanse voetbalclub UC Sampdoria.
  - 1976 - Niki Lauda crasht in Duitsland met zijn Ferrari hierbij vliegt zijn F1 wagen in brand. Dit gebeurde op de Nürburgring Nordschleife. Mede-racers redden hem uit het vuur. Door deze crash loopt Niki Lauda zijn kampioenschap mis. Dat jaar wordt James Hunt wereldkampioen.6 weken later racet Niki Lauda weer. Hij houdt aan deze crash wel blijvende brandwonden over.
  - 1992 - Sprinter Frankie Fredericks eindigt achter Linford Christie als tweede in de finale van de 100 meter bij de Olympische Spelen in Barcelona en wint daardoor de allereerste olympische medaille ooit voor zijn vaderland Namibië.
  - 1996 - Amerika wint het eerste olympische voetbaltoernooi voor vrouwen door China in de finale met 2-1 te verslaan.
  - 2003 - Openingsceremonie van de veertiende Pan-Amerikaanse Spelen, gehouden in Santo Domingo.
  - 2015 - De Poolse atlete Anita Włodarczyk brengt haar eigen wereldrecord kogelslingeren (79,58 meter) op een afstand van 81,08 meter.
  - 2021 - De Belgische Nina Derwael behaalt een gouden medaille aan de brug met ongelijke leggers op de Olympische Spelen in Tokio.

- Wetenschap en technologie
  - 1793 - De eerste lengte van de meter wordt in Frankrijk wettelijk vastgelegd.
  - 1817 - Giovanni Battista Belzoni bereikt het binnenste van de tempel van Aboe Simbel.
  - 1967 - Lunar Orbiter 5 wordt gelanceerd.[5]
  - 1968 - NASA annuleert de productie van Saturnus V raketten. Er zijn er in totaal 15 gemaakt.[6]
  - 2022 - Lancering van een Sojoez raket van Roskosmos vanaf Plesetsk Kosmodroom platform 43/4 voor de Kosmos 2558 missie met een geheime militaire satelliet.[7]
  - 2023 - NASA meldt dat het Deep Space Network communicatienetwerk een draaggolfsignaal van Voyager 2 heeft ontvangen ondanks dat de antenne van het toestel niet goed op de Aarde gericht is.[8] Technici zullen gaan proberen om een commando naar het toestel te zenden om het de oriëntatie van de antenne te laten herstellen.[9] Zie ook 28 juli.

## Geboren

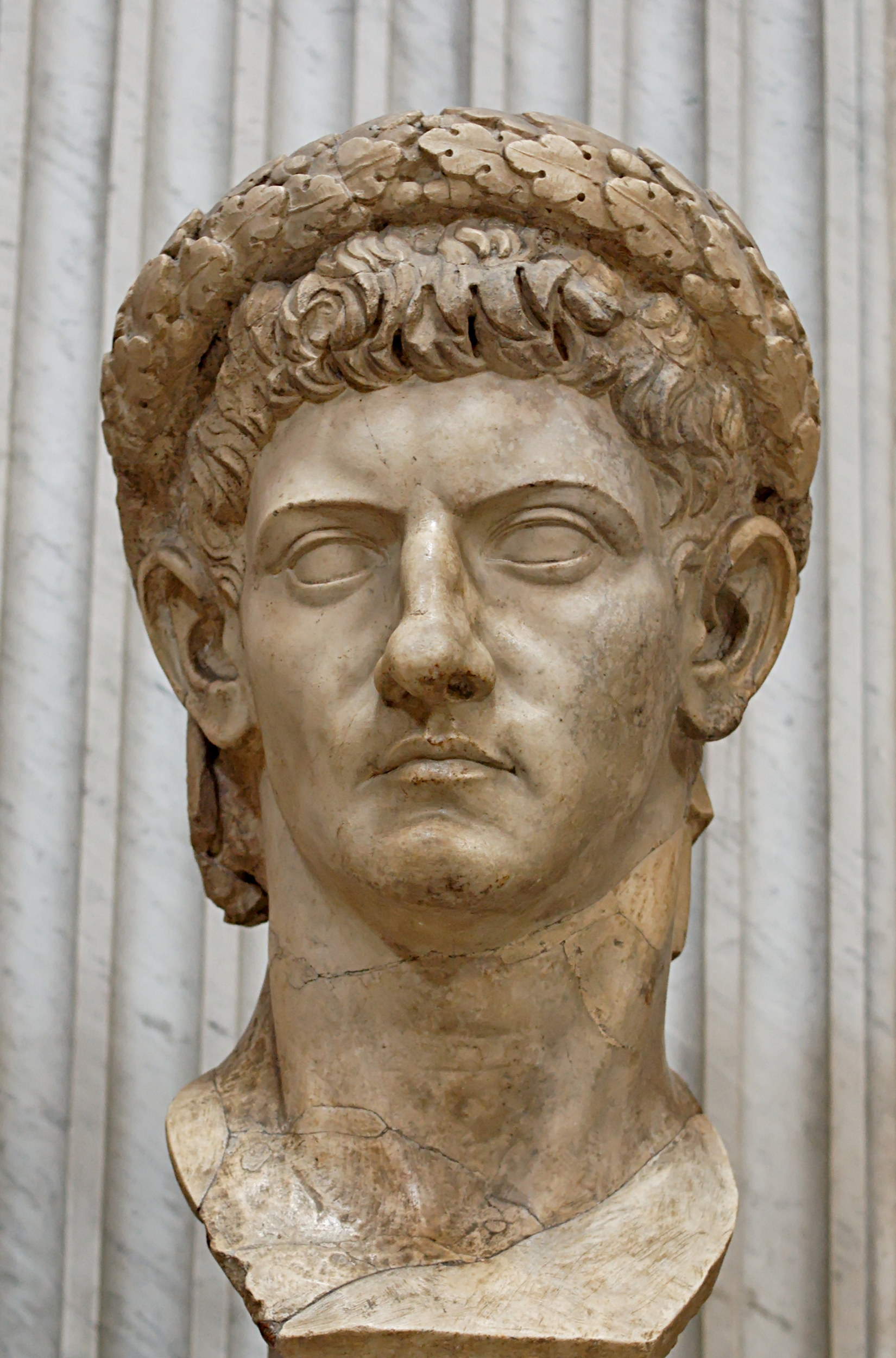
Claudius I
geboren in 10 v.Chr.

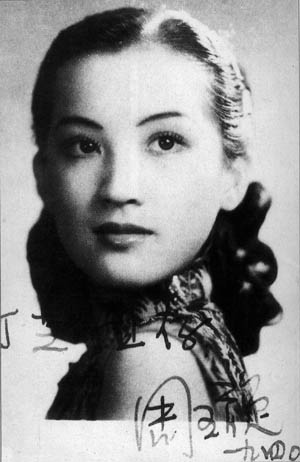
Zhou Xuan
geboren in 1918

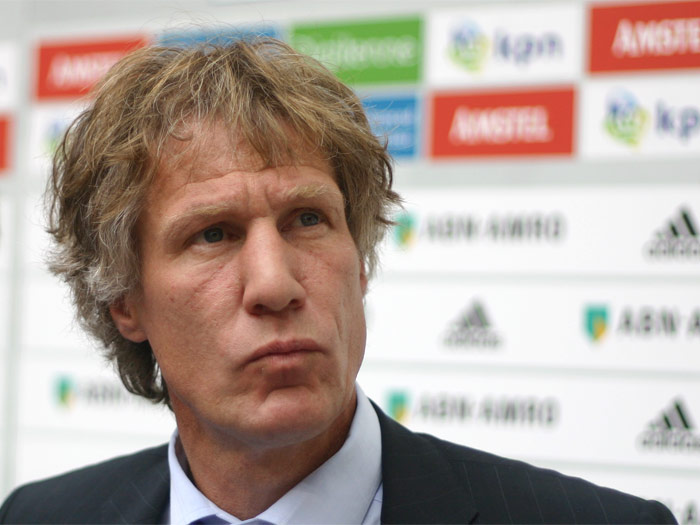
Gertjan Verbeek
geboren in 1962

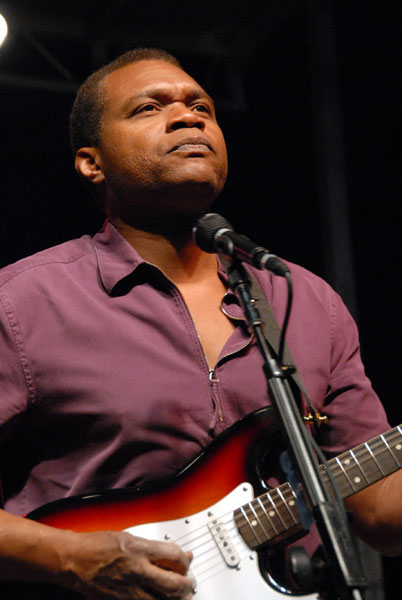
Robert Cray
geboren in 1953

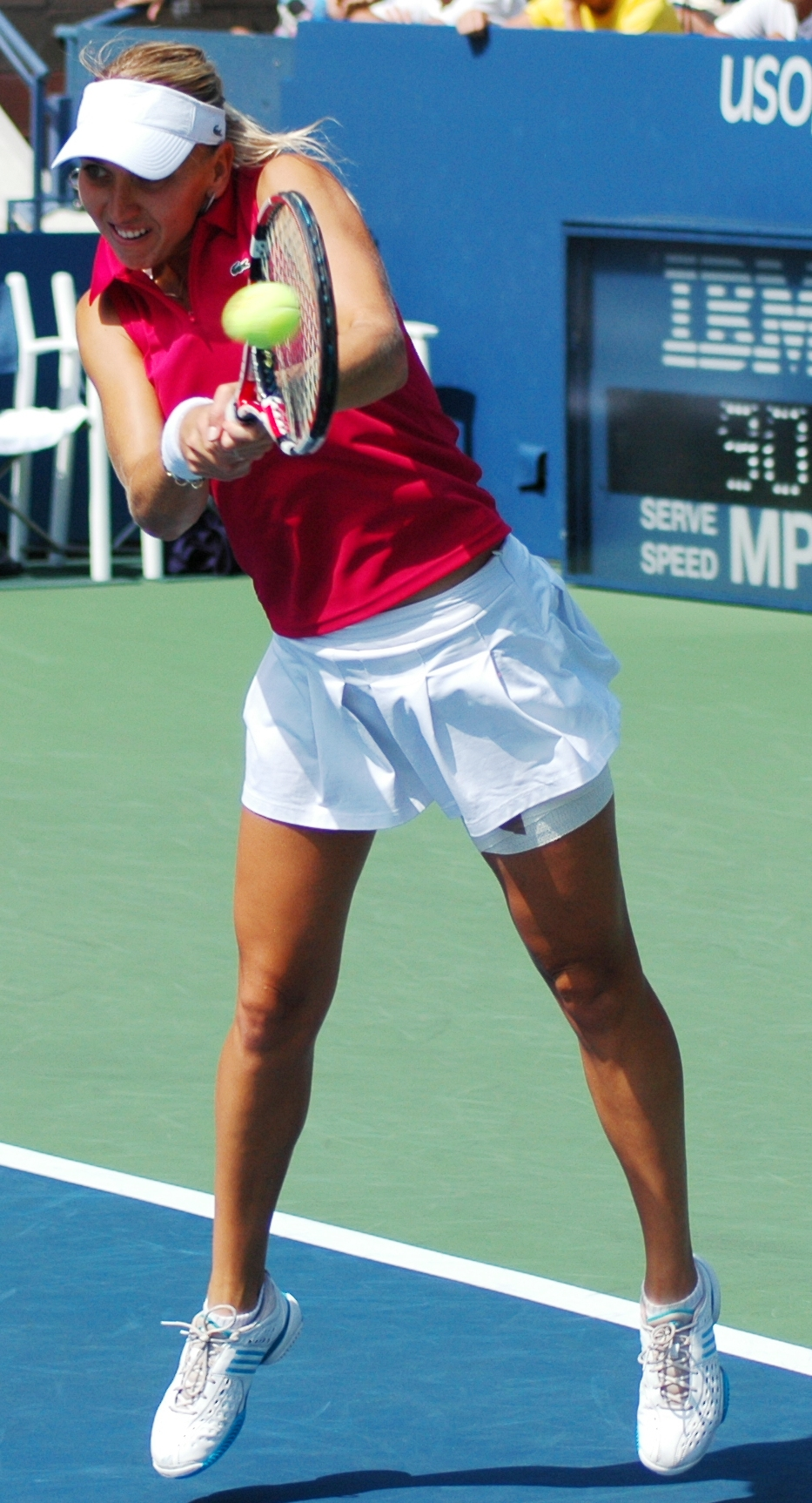
Jelena Vesnina
geboren in 1986

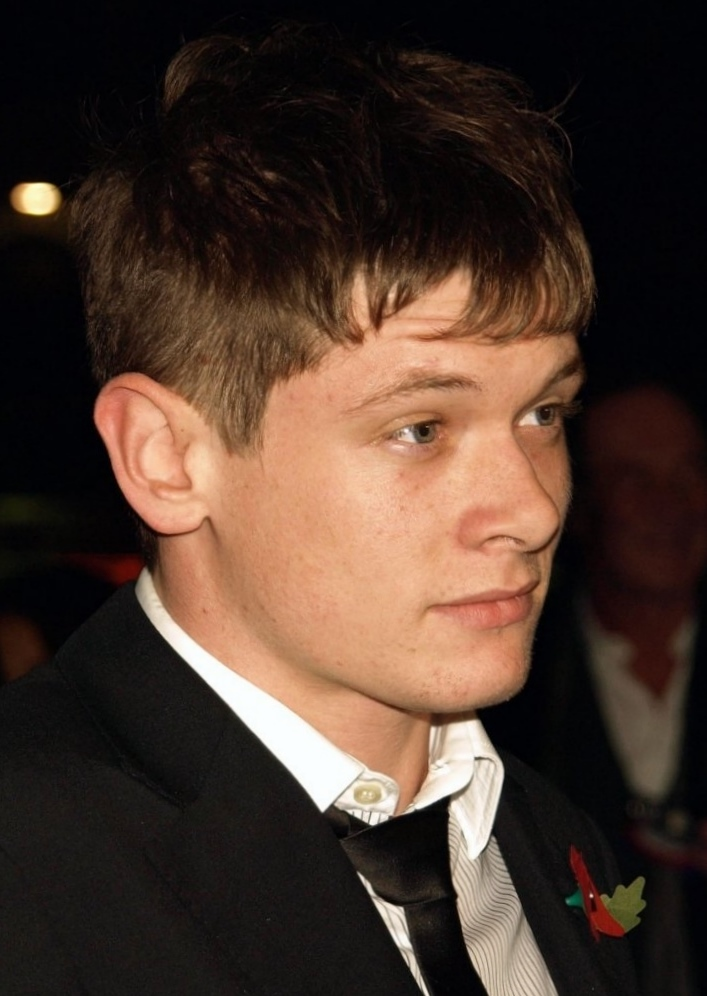
Jack O'Connell
geboren in 1990

- 10 v.Chr. - Claudius, Romeins keizer (overleden 54)
- 126 - Pertinax, Romeins keizer (overleden 193)
- 1495 - Jan van Scorel, Nederlands kunstschilder (overleden 1562)
- 1520 - Sigismund II August, koning van Polen (overleden 1572)
- 1686 - Benedetto Marcello, Italiaans componist (overleden 1739)
- 1733 - Richard Kirwan, Iers scheikundige en geoloog (overleden 1812)
- 1744 - Jean-Baptiste de Lamarck, Frans bioloog (overleden 1829)
- 1779 - Francis Scott Key, Amerikaans advocaat en dichter (overleden 1843)
- 1813 - Évariste Huc, Frans missionaris (overleden 1860)
- 1834 - Mariane van Hogendorp, Nederlands sociaal hervormster en feministe (overleden 1909)
- 1838 - Lodewijk van Bourbon-Sicilië, prins der Beide Siciliën en graaf van Trani (overleden 1886)
- 1848 - František Kmoch, Tsjechisch componist en dirigent (overleden 1912)
- 1856 - Frans Hens, Belgisch kunstschilder (overleden 1928)
- 1879 - Massimo Pilotti, Italiaans rechter (overleden 1962)
- 1883 - August Lindgren, Deens voetballer (overleden 1945)
- 1886 - Isaäc Keesing jr., Nederlands journalist en uitgever (overleden 1966)
- 1892 - Bert Sas, Nederlands militair attaché (overleden 1948)
- 1894 - Ottavio Bottecchia, Italiaans wielrenner (overleden 1927)
- 1897 - Héctor Méndez, Argentijns bokser (overleden 1977)
- 1903 - Lea Nordheim, Nederlands gymnaste (overleden 1943)
- 1905 - Uuno Pietilä, Fins schaatser (overleden 1984)
- 1907 - Piet Zwiers, Nederlands kunstschilder (overleden 1965)
- 1910 - Erik Lönnroth, Zweeds geschiedkundige (overleden 2002)
- 1911 - Pericle Felici, Italiaans curiekardinaal (overleden 1982)
- 1913 - Heinz Ellenberg, Duits botanicus (overleden 1997)
- 1913 - Hajo Herrmann, Duits militair en advocaat (overleden 2010)
- 1913 - Martin Ydo, Nederlands organisatie-adviseur (overleden 1981)
- 1914 - Ru Clevering, Nederlands bestuurder (overleden 2013)
- 1916 - Fiorenzo Angelini, Italiaans kardinaal (overleden 2014)
- 1918 - Zhou Xuan, Chinees zangeres en actrice (overleden 1957)
- 1919 - Stanley Middleton, Brits schrijver (overleden 2009)
- 1922 - Charles W. LaRue, Amerikaans jazz-trombonist (overleden 2006)
- 1923 - Dino Battaglia, Italiaans striptekenaar (overleden 1983)
- 1924 - Abdoellah bin Abdoel Aziz al-Saoed, koning van Saoedi-Arabië (overleden 2015)
- 1924 - Georges Charpak, Pools-Frans natuurkundige (overleden 2010)
- 1926 - Esseliene Christiene Fabies, Surinaams zangeres (overleden 2008)
- 1926 - Karl Kohn, Oostenrijks-Amerikaans componist, muziekpedagoog en pianist (overleden 2024)
- 1927 - André Cools, Belgisch minister (overleden 1991)
- 1927 - Philo Weijenborg-Pot, Nederlands advocate en politica (overleden 2012)
- 1929 - Bob Bonte, Nederlands zwemmer (overleden 1988)
- 1929 - Edouard Poullet, Belgisch politicus
- 1930 - Pierre Bourdieu, Frans socioloog (overleden 2002)
- 1930 - Lawrence Eagleburger, Amerikaans politicus en diplomaat (overleden 2011)
- 1931 - Harold Connolly, Amerikaans atleet (overleden 2010)
- 1931 - Lucien De Muynck, Belgisch atleet (overleden 1999)
- 1931 - Ramblin' Jack Elliott, Amerikaans folkzanger
- 1931 - Cor van der Gijp, Nederlands voetballer (overleden 2022)
- 1931 - David Seyfort Ruegg, Amerikaans Indiakundige, tibetoloog en boeddholoog (overleden 2021)
- 1932 - Tine Ruysschaert, Belgisch woordkunstenares en actrice (overleden 2023)
- 1933 - Dom DeLuise, Amerikaans komiek (overleden 2009)
- 1933 - Antonio Negri, Italiaans politicoloog en filosoof (overleden 2023)
- 1933 - Erwin Nypels, Nederlands politicus (overleden 2024)
- 1933 - Frans Pointl, Nederlands schrijver (overleden 2015)
- 1934 - Hermann Baumann, Duits hoornist, muziekpedagoog en componist (overleden 2023)
- 1934 - Fernand Boone, Belgisch voetbaldoelman (overleden 2013)
- 1934 - Gerrit Krol, Nederlands schrijver en columnist (overleden 2013)
- 1935 - Aad Steylen, Nederlands marathonloper
- 1936 - William Donald Hamilton, Brits bioloog (overleden 2000)
- 1936 - Yves Saint Laurent, Frans modeontwerper (overleden 2008)
- 1936 - Carl van Württemberg, Duits ondernemer (overleden 2022)
- 1938 - Paddy Moloney, Iers folkmuzikant (The Chieftains) (overleden 2021)
- 1940 - Co Hoedeman, Nederlands-Canadees filmmaker (overleden 2025)
- 1941 - Jordi Savall, Spaans gambist, dirigent en componist
- 1941 - Marjo Vreekamp-Van den Berg, Nederlands ondernemer (overleden 2018)
- 1942 - Kent Andersson, Zweeds motorcoureur (overleden 2006)
- 1942 - Jerry Garcia, Amerikaans muzikant (overleden 1995)
- 1942 - Giancarlo Giannini, Italiaans acteur
- 1942 - Guus Kuijer, Nederlands schrijver
- 1943 - Albert Mayr, Italiaans componist en muziekpedagoog (overleden 2024)
- 1944 - Rudi Delhem, Belgisch acteur
- 1944 - Joeri Romanenko, Russisch ruimtevaarder
- 1944 - Elske ter Veld, Nederlands politica (overleden 2017)
- 1946 - Jorge Guillermo, ex-man van prinses Christina
- 1946 - Edgar Salvé, Belgisch atleet
- 1947 - Sien Diels, Belgisch actrice (overleden 2021)
- 1947 - Luc Smets, Belgisch zanger en componist (overleden 2023)
- 1948 - Saint-Preux, Franse componist
- 1949 - Koermanbek Bakijev, Kirgisisch politicus
- 1949 - Keto Losaberidze, Georgisch boogschutter (overleden 2022)
- 1949 - André Van de Vyver, Belgisch politicus
- 1951 - Tommy Bolin, Amerikaans rockgitarist (overleden 1976)
- 1952 - Zoran Đinđić, Joegoslavisch politicus (overleden 2003)
- 1953 - Robert Cray, Amerikaans gitarist en blues-zanger
- 1953 - Adrie van Kraaij, Nederlands voetballer
- 1955 - Trevor Berbick, Jamaicaans bokser (overleden 2006)
- 1957 - Taylor Negron, Amerikaans acteur, scenarioschrijver en stand-upcomedian (overleden 2015)
- 1958 - Frank Deboosere, Belgisch weerman
- 1958 - Denis Fraeyman, Belgisch voetballer (overleden 2022)
- 1958 - Michael Penn, Amerikaans zanger-tekstschrijver
- 1960 - Chuck D, Amerikaans rapper
- 1960 - Robert Langers, Luxemburgs voetballer
- 1960 - Ann-Kathrin Linsenhoff, Duits amazone
- 1960 - Micheál Martin, Iers politicus
- 1961 - Allen Berg, Canadees autocoureur
- 1961 - Danny Blind, Nederlands voetballer en voetbaltrainer
- 1962 - Jesse Borrego, Amerikaans acteur
- 1962 - Cesar Montano, Filipijns acteur en regisseur
- 1962 - Gertjan Verbeek, Nederlands voetballer en voetbaltrainer
- 1963 - Coolio (pseudoniem van Artis Ivey jr.), Amerikaans rapper, producent en acteur (overleden 2022)
- 1963 - Koichi Wakata, Japans ruimtevaarder
- 1963 - Mark Wright, Engels voetballer
- 1964 - Natalja Sjykolenko, Russisch/Wit-Russisch atlete
- 1964 - Koen Van den Heuvel, Belgisch politicus
- 1965 - Edward Belfort, Surinaams politicus en televisiepresentator (overleden 2025)
- 1965 - Sam Mendes, Brits theater- en filmregisseur
- 1966 - Daniel Gerson, Amerikaans scenarioschrijver (overleden 2016)
- 1966 - Horacio de la Peña, Argentijns tennisser
- 1967 - Leuntje Aarnoutse, Nederlands kinderboekenschrijfster
- 1967 - Hugo Hansen, Noors voetballer
- 1967 - José Padilha, Braziliaans scenarioschrijver, filmproducent en filmregisseur
- 1967 - Anders Samuelsen, Deens politicus
- 1968 - Léon Haan, Nederlands atleet en sportjournalist
- 1969 - Ibrahim Okyay, Turks autocoureur
- 1969 - Jan Zoutman, Nederlands voetbaltrainer
- 1969 - Fons Jurgens, algemeen directeur attractiepark de Efteling (2014-heden)
- 1970 - Bart Danckaert, Belgisch theatermaker
- 1970 - David James, Engels voetballer
- 1971 - Juan Camilo Mouriño, Mexicaans politicus (overleden 2008)
- 1971 - Aleksej Nikolajev, Russisch voetbalscheidsrechter
- 1972 - Christer Basma, Noors voetballer
- 1973 - Gregg Berhalter, Amerikaans voetballer en voetbalcoach
- 1973 - Tempestt Bledsoe, Amerikaans actrice en presentatrice
- 1973 - Veerle Dejaeghere, Belgisch atlete
- 1973 - Torsten Lieberknecht, Duits voetbaltrainer
- 1973 - Vincent Van Quickenborne, Belgisch politicus
- 1974 - Marek Galiński, Pools wielrenner (overleden 2014)
- 1975 - Timothy Jones, Zimbabwaans wielrenner
- 1976 - Ibrahim Babangida, Nigeriaans voetballer (overleden 2024)
- 1976 - Nwankwo Kanu, Nigeriaans voetballer
- 1976 - Liviu Dieter Nisipeanu, Roemeens schaker
- 1976 - Marcel van der Westen, Nederlands atleet
- 1978 - Tina Bachmann, Duits hockeyster
- 1978 - Severin von Eckardstein, Duits pianist
- 1979 - Annelien Bredenoord, Nederlands hoogleraar en politica
- 1979 - Jason Momoa, Amerikaans acteur
- 1979 - Renske Taminiau, Nederlands zangeres
- 1979 - Honeysuckle Weeks, Brits televisie- en filmactrice
- 1980 - Romain Barras, Frans atleet
- 1980 - Alessandro Faiolhe Amantino Mancini, Braziliaans voetballer
- 1980 - Esteban Paredes, Chileens voetballer
- 1980 - Jeroen Trommel, Nederlands volleyballer
- 1981 - Wendy Dubbeld, Nederlands fotomodel en presentatrice
- 1981 - Li Haonan, Chinees shorttracker
- 1982 - Olga Rossejeva, Russisch atlete
- 1983 - Jiří Janák, Tsjechisch autocoureur
- 1983 - Hülya Kat, Nederlands politica
- 1983 - Henk Schuiling, Nederlands paralympisch atleet
- 1984 - Mladen Božović, Montenegrijns voetballer
- 1984 - Francesco Gavazzi, Italiaans wielrenner
- 1984 - Charles Ng, Hongkongs autocoureur
- 1984 - Linn-Kristin Riegelhuth Koren, Noors handbalster
- 1984 - Bastian Schweinsteiger, Duits voetballer
- 1985 - Stuart Holden, Amerikaans voetballer
- 1985 - Christiaan Kuyvenhoven, Nederlands concertpianist
- 1986 - Kristoffer Broberg, Zweeds golfer
- 1986 - Jörn Schlönvoigt, Duits acteur en zanger
- 1986 - Jelena Vesnina, Russisch tennisster
- 1987 - Jakov Fak, Sloveens-Kroatisch biatleet
- 1987 - Sébastien Pocognoli, Belgisch voetballer
- 1988 - Ana Girardot, Frans actrice
- 1988 - Nemanja Matić, Servisch voetballer
- 1990 - Jack O'Connell, Brits acteur
- 1991 - Cecilia Adorée, Nederlands actrice
- 1993 - Sam Feldt, Nederlands dj en muziekproducent
- 1993 - Saleh Gomaa, Egyptisch voetballer
- 1993 - Giovanni Korte, Nederlands voetballer
- 1993 - Demi Schuurs, Nederlands tennisspeelster
- 1993 - Valerie Seinen, Nederlands voetbalspeelster
- 1994 - Sarah Hendrickson, Amerikaans schansspringster
- 1994 - Jesse Puts, Nederlands zwemmer
- 1994 - Ana Vrljić, Kroatisch tennisspeelster
- 1994 - Ayyyna Sobakina, Russisch damster
- 1994 - Viktor Verhulst, Belgisch presentator en mediapersoonlijkheid
- 1995 - Garrett Gerloff, Amerikaans motorcoureur
- 1995 - Sebastian Kislinger, Oostenrijks snowboarder
- 1995 - Leah Neale, Australisch zwemster
- 1995 - Grigori Tarasevitsj, Russisch zwemmer
- 1996 - Gemma Evans, Welsh voetbalster
- 1997 - Miquel Pons, Spaans motorcoureur
- 1998 - Tawin Hanprab, Thais taekwondoka
- 1998 - Khamani Griffin, Amerikaans (stem)acteur
- 1999 - Nicolò Martinenghi, Italiaans zwemmer
- 1999 - Quinty Sabajo, Nederlands voetbalster
- 2000 - Faye Bezemer, Nederlands actrice
- 2000 - Yentl van Goch, Nederlands voetbalster
- 2001 - Scottie Barnes, Amerikaans basketballer
- 2002 - Alejandro Francés, Spaans voetballer
- 2002 - Nick Page, Amerikaans freestyleskiër

## Overleden

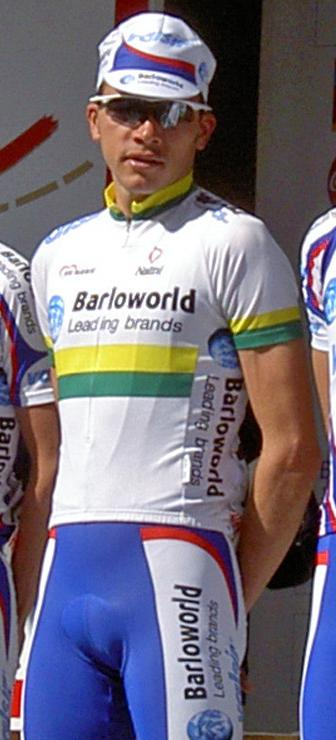
Ryan Cox
overleden in 2007

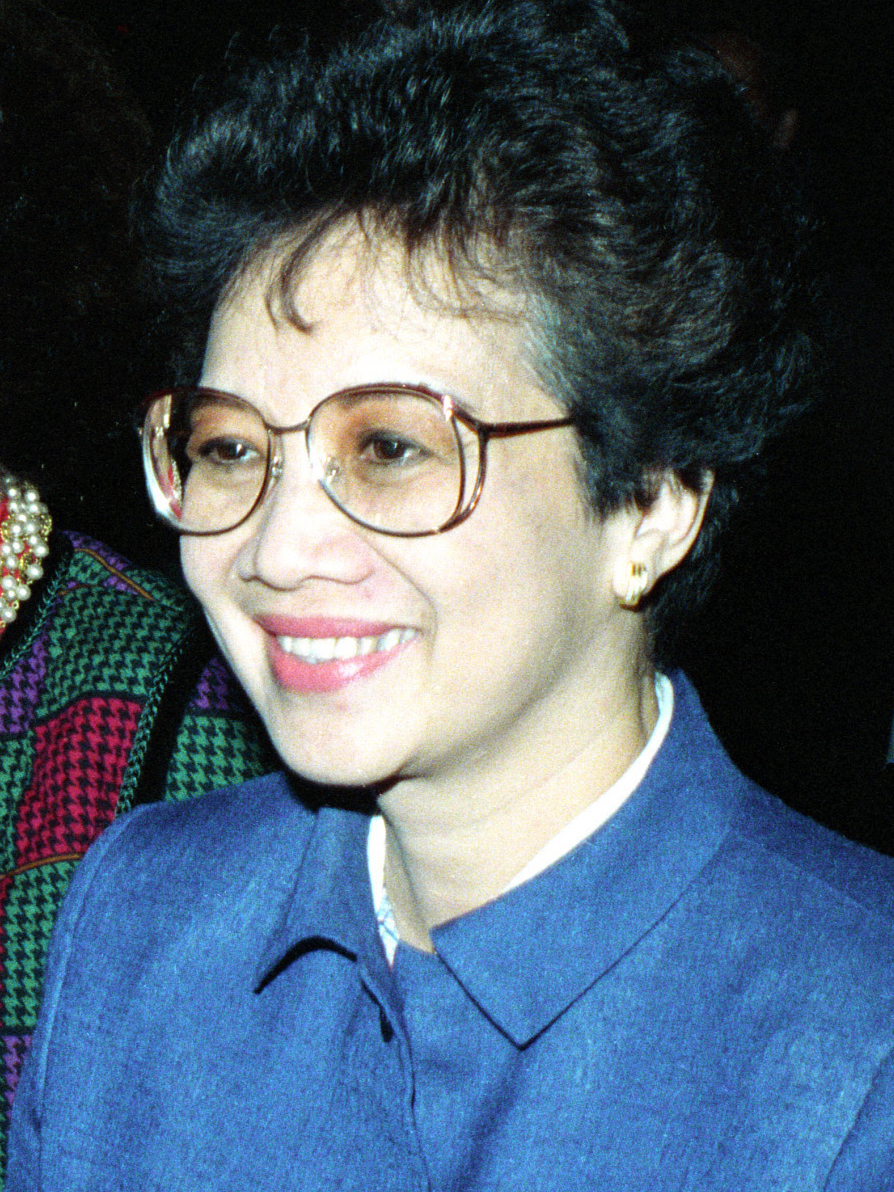
Corazon Aquino
overleden in 2009

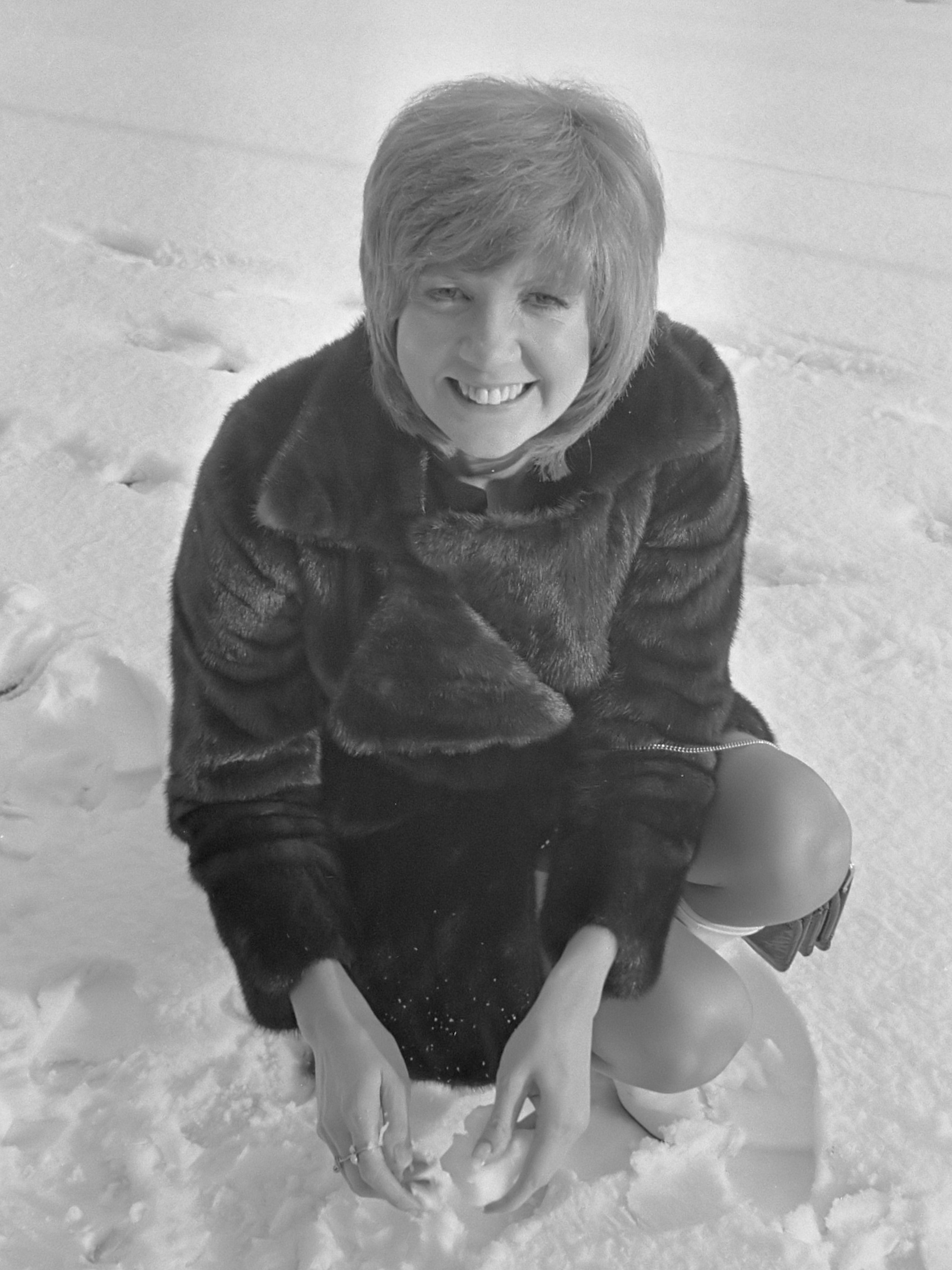
Cilla Black,
overleden in 2015

- 527 - Justinus I (77), Byzantijns keizer
- 1190 - Floris III van Holland, Graaf van Holland
- 1464 - Cosimo de' Medici de Oude (74), Florentijns machthebber
- 1545 - Juan Pardo de Tavera (73), Spaans kardinaal-aartsbisschop van Toledo
- 1617 - Pieter Pauw (52), Nederlands botanicus en wetenschapper
- 1638 - Joachim Wtewael (±72), Nederlands kunstschilder
- 1664 - Gustaaf Adolf van Nassau-Idstein (32), Duits edelman
- 1714 - Anna Stuart (49), koningin van Groot-Brittannië en Ierland
- 1857 - Pieter Frans van Kerckhoven (38), Belgisch schrijver
- 1863 - Johann Peter Cremer (77), Duits architect
- 1903 - Martha Jane Cannary (51), Amerikaans vrouw bekend van het Wilde Westen, alias Calamity Jane
- 1905 - Henrik Sjöberg (30), Zweeds atleet en turner
- 1911 - Konrad Duden (82), Duits lexicograaf
- 1913 - Lesja Oekrajinka (42), Oekraïens dichteres
- 1917 - Enric Prat de la Riba i Sarrà, Catalaans politicus
- 1944 - Manuel Quezon (65), president van het Gemenebest van de Filipijnen
- 1946 - Andrej Vlasov (45), Russisch generaal
- 1952 - Amoene van Haersolte (62), Nederlands schrijfster
- 1959 - Jean Behra (38), Frans autocoureur
- 1959 - Ivor Bueb (36), Brits autocoureur
- 1962 - Carolus Poma (80), Belgisch politicus
- 1967 - Herman van den Bergh (70), Nederlands journalist en dichter
- 1969 - Gerhard Mitter (33), Duits autocoureur
- 1970 - Giuseppe Pizzardo (93), Italiaans curiekardinaal
- 1973 - Walter Ulbricht (80), Oost-Duits politicus
- 1974 - Ildebrando Antoniutti (75), Italiaans curiekardinaal
- 1977 - Gary Powers (47), Amerikaans piloot
- 1980 - Patrick Depailler (35), Frans autocoureur
- 1986 - Carlo Confalonieri (93), Italiaans curiekardinaal
- 1986 - Willem Klein (73), Nederlands wiskundige en artiest
- 1990 - Norbert Elias (93), Duits-Brits socioloog
- 1995 - Martha Genenger (83), Duits zwemster
- 1995 - Loudi Nijhoff (94), Nederlands actrice
- 1996 - Frida Boccara (55), Frans zangeres
- 1996 - Tadeus Reichstein (99), Pools-Zwitsers scheikundige en Nobelprijswinnaar
- 1998 - Len Duncan (87), Amerikaans autocoureur
- 1999 - Tommy Hinnershitz (77), Amerikaans autocoureur
- 1999 - Ivo van Yvezele (81), Belgisch dichter en schilder
- 2001 - Jay Chamberlain (75), Amerikaans autocoureur
- 2003 - Guy Thys (80), Belgisch voetballer en voetbaltrainer
- 2005 - Wim Boost (Wibo) (87), Nederlands cartoonist en tekenaar
- 2005 - Koning Fahd (82) van Saoedi-Arabië
- 2005 - Constant Nieuwenhuijs (85), Nederlands Cobra-schilder
- 2006 - Iris Marion Young (57), Amerikaans feministe
- 2007 - Ryan Cox (28), Zuid-Afrikaans wielrenner
- 2007 - Veikko Karvonen (81), Fins atleet
- 2007 - Tommy Makem (74), Noord-Iers-Amerikaans volkszanger, -musicus, dichter en verhalenverteller
- 2007 - Phillip Paludan (69), Amerikaans geschiedkundige
- 2008 - Harkishan Singh Surjeet (92), Indiaas politicus
- 2009 - Corazon Aquino (76), president van de Filipijnen (1986-1992)
- 2011 - Stan Barstow (83), Brits schrijver
- 2012 - Aldo Maldera (58), Italiaans voetballer
- 2013 - Gail Kobe (82), Amerikaans actrice
- 2013 - Colin McAdam (61), Schots voetballer
- 2015 - Stephan Beckenbauer (46), Duits voetballer
- 2015 - Cilla Black (72), Brits zangeres en televisiepresentatrice
- 2015 - Chiara Pierobon (22), Italiaans wielrenster
- 2016 - Anne van Bourbon-Parma (92), Frans prinses, Roemeens koningin
- 2016 - Dai Dower (83), Brits bokser
- 2016 - Piet De Pauw (83), Belgisch atleet
- 2016 - Harrie Langman (85), Nederlands minister
- 2016 - Nel Linssen (80), Nederlands sieraadkunstenaar
- 2017 - Jérôme Golmard (43), Frans tennisser
- 2017 - Kees Sorgdrager (80), Nederlands journalist
- 2018 - Mary Carlisle (104), Amerikaans actrice
- 2018 - Hannie van Leeuwen (92), Nederlands politica
- 2020 - Wilford Brimley (85), Amerikaans acteur
- 2020 - Kartika Liotard (49), Nederlands politica
- 2020 - Rodney Pardey (75), Amerikaans pokerspeler
- 2020 - Hans Scheepmaker (69), Nederlands televisie- en filmregisseur en producent
- 2022 - Loek den Edel (88), Nederlands voetballer
- 2022 - Hugo Fernández (77), Uruguayaans voetballer en voetbaltrainer
- 2022 - Harry Kamphuis (79), Nederlands burgemeester
- 2022 - Lucien Kroll (95), Belgisch architect
- 2023 - Henri Konan Bédié (89), Ivoriaans politicus
- 2024 - Jürgen Ahrend (94), Duits orgelbouwer
- 2024 - Peter Kraus (83), Duits hockeyspeler
- 2024 - Hinke Luiten (69), Nederlands kunstenares
- 2024 - Craig Shakespeare (60), Engels voetballer en voetbaltrainer
- 2024 - Daniel Wansi (42), Kameroens voetballer
- 2025 - Etienne Cocquyt (90), Belgisch kok en mediapersoonlijkheid

## Viering/herdenking

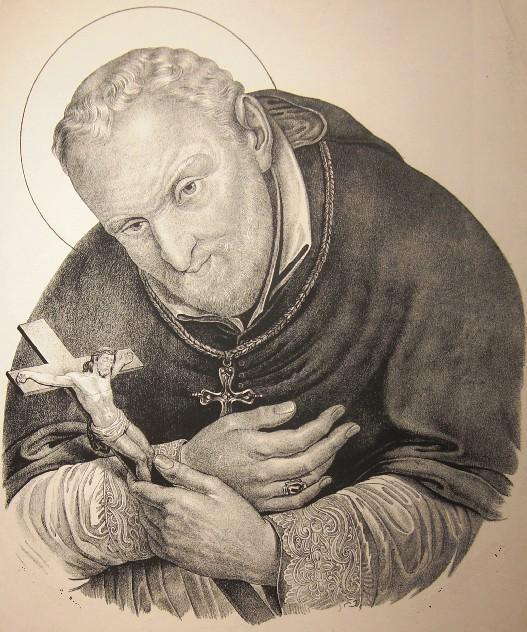
Alfonsus van Liguori

- Nationale feestdag van Zwitserland
- Benin - Onafhankelijkheidsdag (1960)
- World Scout Scarfday  (scouting)
- National Army Day Libanon
- Lughnasadh (einde heerschappij zonnegod) Wicca
- Rooms-katholieke kalender:
  - Heilige Alfonsus van Liguori († 1787) - Gedachtenis
  - Heilige Jonatus van Elno († c. 690)
  - Heilige Peregrinus van Modena († 643)
  - Heilige Aethelwold (van Winchester) († 984)
  - Heilige Almed(h)a (van Brecon) († 6e eeuw)
  - Heilige Makkabeeën († c. 168 v.Chr.)
  - Zalige Martelaren van Nowogródek († 1943)
  - Sint-Petrus' Banden

## Weerextremen

### Nederland
| | Officiële records | Officiële records | Officiële records |      | Landelijke records | Landelijke records | Landelijke records                  |
| Gebeurtenis | Jaar              | Extreem           | Locatie           | Jaar | Extreem            | Locatie            |                                     |
| --- | ----------------- | ----------------- | ----------------- | ---- | ------------------ | ------------------ | ----------------------------------- |
| Laagste etmaalgemiddelde temperatuur (°C) | 1902, 1907        | 12,8              | De Bilt           |      | 1928               | 11,2               | Eelde                               |
| Hoogste etmaalgemiddelde temperatuur (°C) | 1995              | 25,6              | De Bilt           |      | 1995               | 26,6               | Rotterdam Geulhaven, Wilhelminadorp |
| Laagste minimumtemperatuur (°C) | 1902              | 5,4               | De Bilt           |      | 1976               | 5,2                | Deelen                              |
| Hoogste minimumtemperatuur (°C) | 1995, 2013        | 19,4              | De Bilt           |      | 1995               | 23,0               | Rotterdam Geulhaven                 |
| Laagste maximumtemperatuur (°C) | 1956              | 16,4              | De Bilt           |      | 1928               | 12,4               | Eelde                               |
| Hoogste maximumtemperatuur (°C) | 1995              | 32,0              | De Bilt           |      | 1995               | 34,2               | Arcen, Wilhelminadorp               |
| Hoogste uurgemiddelde windsnelheid (m/s) | 1933              | 13,4              | De Bilt           |      | 1933               | 18,5               | De Kooy                             |
| Hoogste windstoot (m/s) | 1956, 1989        | 15,4              | De Bilt           |      | 1989               | 23,1               | Huibertgat                          |
| Langste zonneschijnduur (uur) | 1942, 2013        | 14,1              | De Bilt           |      | 2011               | 14,7               | De Kooy                             |
| Langste neerslagduur (uur) | 1956              | 7,5               | De Bilt           |      | 1960               | 16,6               | Eelde                               |
| Hoogste etmaalsom van de neerslag (mm) | 1917              | 62,3              | De Bilt           |      | 1917               | 62,3               | De Bilt                             |
| Laagste etmaalgemiddelde relatieve vochtigheid (%) | 1995, 1999        | 52                | De Bilt           |      | 1999               | 43                 | Deelen                              |
| Laagste uurwaarde luchtdruk op zeeniveau (hPa) | 1929              | 991,8             | De Bilt           |      | 1929               | 986,8              | De Kooy                             |
| Hoogste uurwaarde luchtdruk op zeeniveau (hPa) | 1990              | 1027,7            | De Bilt           |      | 1990               | 1028,7             | De Kooy, Eelde, Leeuwarden          |
| Officiële records worden altijd gemeten op het KNMI-weerstation in De Bilt. Landelijke records kunnen worden gemeten op elk officieel KNMI-weerstation in Nederland. |                   |                   |                   |      |                    |                    |                                     |

Uitzonderlijke gebeurtenissen
- 1917 - Officieel maandrecord hoogste etmaalsom van de neerslag in mm van augustus gemeten in De Bilt: 62,3
- 1948 - Laatste officiële zomerse dag van het jaar (maximumtemperatuur ≥ 25 °C in De Bilt)
- 1967 - Laatste officiële tropische dag van het jaar (maximumtemperatuur ≥ 30 °C in De Bilt)
- 1995 - Officieel hoogste minimumtemperatuur in °C van het jaar gemeten in De Bilt: 19,4

### België
Dagrecords
- 1841 - Laagste etmaalgemiddelde temperatuur 12,2 °C
- 1995 - Hoogste etmaalgemiddelde temperatuur 26,7 °C
- 1908 - Laagste minimumtemperatuur 7,9 °C
- 1995 - Hoogste maximumtemperatuur 32,8 °C
- 1979 - Hoogste etmaalsom van de neerslag 36 mm

Uitzonderlijke gebeurtenissen
- 1935 - Minimumtemperatuur in Wardin (Bastogne): 0,6 °C.
- 1967 - In 24 uur 104 mm neerslag in Comblain-au-Pont.
- 1969 - 82 mm neerslag in Lanaken.
- 1983 - Tornado met schade in Sart-Bernard (Assesse).

<< · 1 · 2 · 3 · 4 · 5 · 6 · 7 · 8 · 9 · 10 · 11 · 12 · 13 · 14 · 15 · 16 · 17 · 18 · 19 · 20 · 21 · 22 · 23 · 24 · 25 · 26 · 27 · 28 · 29 · 30 · 31 · >>